# Love Exists
Love Exists è un singolo della cantante statunitense Amy Lee, pubblicato il 10 febbraio 2017.

## Descrizione
Prodotta da Guy Sigsworth, si tratta di una reinterpretazione in lingua inglese del singolo L'amore esiste di Francesca Michielin del 2015. Riguardo alla reinterpretazione del brano, la stessa Lee ha dichiarato:
La sezione degli archi è stata arrangiata da Dave Eggar. La copertina del singolo mostra un quadro dell'artista Jennybird Alcantara, intitolato Winter Heart.

## Tracce
1. Love Exists – 3:31
2. Love Exists (Guy Sigsworth Mix) – 3:34
3. Love Exists (Spaceway Remix) – 3:59